# Ragactis lucida
Ragactis lucida is een zeeanemonensoort uit de familie Aiptasiidae. De anemoon komt uit het geslacht Ragactis. Ragactis lucida werd in 1860 voor het eerst wetenschappelijk beschreven door Duchassaing de Fonbressin & Michelotti. 